# Alain LeRoy Locke
Alain LeRoy Locke, född 13 september 1885 i Philadelphia, Pennsylvania, död 9 juni 1954 i New York, var en afroamerikansk författare, filosof, pedagog och mecenat. Enligt boken The Black 100, som rankar afroamerikaner efter inflytande, hamnar Locke på plats 36. Mest berömd är Locke för utvecklandet av Harlemrenässansen, hans inflytande där är såpass stort att han fått tillmälet "Father of the Harlem Renaissance".
| ”                   | “The pulse of the Negro world has begun to beat to Harlem.” | „ |
| – Alain LeRoy Locke |                                                             |   |

## Biografi
Alain Locke föddes i Philadelphia, Pennsylvanien i USA den 13 september 1885. Fadern var Pliny Ishmael Locke (1850–1892) och modern Mary Hawkins Locke (1853–1922). Han kallades för Roy som barn och Alain från sexton års ålder. Dock registrerades han vid födseln som Arthur och vit, något som kan vara orsaken till att Locke själv angav 1886 som sitt födelseår och inte det korrekta 1885.
Locke växte upp i ett stabilt hem med en far som var framgångsrik advokat och en mor som var omtyckt lärare. Som barn drabbades Locke av reumatisk feber, något som gav honom permanenta skador på hjärtat. 1902 tog han examen från Central High School i Philadelphia, som tvåa i sin klass. Därefter studerade han vid Philadelphia School of Pedagogy, där han gick ut som förste i sin klass.

## Religionstillhörighet
Alain Locke var anhängare av bahá'í, och tillkännagav sin tro på Bahá'u'lláh 1918. Det var vanligt att skriva till 'Abdu'l-Bahá för att tillkänna ge tron, och Locke fick ett brev, eller tavla, tillbaka som svar. När 'Abdu'l-Bahá dog 1921 åtnjöt Locke en nära relation med Shoghi Effendi som då tillträdde som trossamfundets överhuvud (under titeln Beskyddare). Shoghi Effendi lär ha sagt till Locke: "Människor som du, Mr. Gregory, Dr. Esslemont och några andra älskade själar är sällsynta som diamanter."

## Eftermäle
Skolor uppkallade efter Alain Locke:
- Alain L. Locke Elementary School PS 208, i South Harlem
- The Locke High School, i Los Angeles.
- The Alain Locke Public School, heter en grundskola i West Philadelphia.
- Alain Locke Charter Academy in Chicago.
- Alain Locke Elementary School, i Gary, Indiana
- Locke Hall at Howard University, i Washington, D.C.

2002 hade professorn Molefi Kete Asante med Alain LeRoy Locke i sin lista 100 Greatest African Americans.

## Större verk
Utöver böckerna som listas nedan så redigerade Locke "Bronze Booklet", en serie med åtta volymer publicerade av Associates in Negro Folk Education på 1930-talet. Han recenserade även litteratur skriven av afroamerikaner i tidskrifter som Opportunity och Phylon. Hans verk inkluderar, bland andra:
- The New Negro: An Interpretation. New York: Albert and Charles Boni, 1925.
- "Harlem: Mecca of the New Negro". Survey Graphic 6.6 (March 1, 1925). .
- When Peoples Meet: A Study of Race and Culture Contacts. Alain Locke och Bernhard J. Stern, red. New York: Committee on Workshops, Progressive Education Association, 1942.
- The Philosophy of Alain Locke: Harlem Renaissance and Beyond. Leonard Harris, redaktör. Philadelphia: Temple University Press, 1989.
- Race Contacts and Interracial Relations: Lectures of the Theory and Practice of Race. Washington, D.C.: Howard University Press, 1916. Återtryckt och editerad av Jeffery C. Stewart. Washington: Howard University Press, 1992.
- Negro Art Past and Present. Washington: Associates in Negro Folk Education, 1936. (Bronze Booklet No. 3).
- The Negro and His Music. Washington: Associates in Negro Folk Education, 1936. (Bronze Booklet No. 2).
- "The Negro in the Three Americas". Journal of Negro Education 14 (Winter 1944): 7–18.
- Negro Spirituals. Freedom: A Concert in Celebration of the 75th Anniversary of the Thirteenth Amendment to the Constitution of the United States (1940). Compact disc. New York: Bridge, 2002. Audio (1:14).
- Spirituals (1940). The Critical Temper of Alain Locke: A Selection of His Essays on Art and Culture. Redaktör: Jeffrey C. Stewart. New York och London: Garland, 1983. Pp. 123–26.
- The New Negro: An Interpretation. New York: Arno Press, 1925.
- Four Negro Poets. New York: Simon and Schuster, 1927.
- Plays of Negro Life: a Source-Book of Native American Drama. New York: Harper and Brothers, 1927.
- A Decade of Negro Self-Expression. Charlottesville, Virginia, 1928.
- The Negro in America. Chicago: American Library Association, 1933.
- Negro Art – Past and Present. Washington, D.C.: Associates in Negro Folk Education, 1936.
- The Negro and His Music. Washington, D.C.: Associates in Negro Folk Education, 1936; även New York: Kennikat Press, 1936.
- The Negro in Art: A Pictorial Record of the Negro Artist and of the Negro Theme in Art. Washington, D.C.: Associates in Negro Folk Education, 1940; även New York: Hacker Art Books, 1940.
- "A Collection of Congo Art". Arts 2 (February 1927): 60–70.
- "Harlem: Dark Weather-vane". Survey Graphic 25 (August 1936): 457–462, 493–495.
- "The Negro and the American Stage". Theatre Arts Monthly 10 (February 1926): 112–120.
- "The Negro in Art". Christian Education 13 (November 1931): 210–220.
- "Negro Speaks for Himself". The Survey 52 (April 15, 1924): 71–72.
- "The Negro's Contribution to American Art and Literature". The Annals of the American Academy of Political and Social Science 140 (November 1928): 234–247.
- "The Negro's Contribution to American Culture". Journal of Negro Education 8 (July 1939): 521–529.
- "A Note on African Art". Opportunity 2 (May 1924): 134–138.
- Our Little Renaissance. Ebony and Topaz, redaktör: Charles S. Johnson. New York: National Urban League, 1927.
- "Steps Towards the Negro Theatre". Crisis 25 (December 1922): 66–68.
- The Problem of Classification in the Theory of Value: or an Outline of a Genetic System of Values. PhD dissertation: Harvard, 1917.
- Locke, Alain. [Autobiographical sketch.] Twentieth Century Authors. Red. Stanley Kunitz och Howard Haycroft. New York: 1942. P. 837.
- The Negro Group. Group Relations and Group Antagonisms. Redaktör: Robert M. MacIver. New York: Institute for Religious Studies, 1943.
- World View on Race and Democracy: A Study Guide in Human Group Relations. Chicago: American Library Association, 1943.
- Le rôle du Negro dans la culture des Amerique. Port-au-Prince: Haiti Imprimerie de l'état, 1943.
- "Values and Imperatives". American Philosophy, Today and Tomorrow. Ed. Sidney Hook and Horace M. Kallen. New York: Lee Furman, 1935. Pp. 312–33. Reprints: Freeport, NY: Books for Libraries Press, 1968; Harris, The Philosophy of Alain Locke, 31–50.
- "Pluralism and Ideological Peace". Freedom and Experience: Essays Presented to Horace M. Kallen. Edited by Milton R. Konvitz and Sidney Hook. Ithaca: New School for Research and Cornell University Press, 1947. Pp. 63–69.
- "Cultural Relativism and Ideological Peace". Approaches to World Peace. Redigerad av Lyman Bryson, Louis Finfelstein, och R. M. MacIver. New York: Harper & Brothers, 1944. Pp. 609–618. Reprint in The Philosophy of Alain Locke, 67–78.
- "Pluralism and Intellectual Democracy". Conference on Science, Philosophy and Religion, Second Symposium. New York: Conference on Science, Philosophy and Religion, 1942. Pp. 196–212. Reprinted in The Philosophy of Alain Locke, 51–66.
- "The Unfinished Business of Democracy". Survey Graphic 31 (November 1942): 455–61.
- "Democracy Faces a World Order". Harvard Educational Review 12.2 (March 1942): 121–28.
- "The Moral Imperatives for World Order". Summary of Proceedings, Institute of International Relations, Mills College, Oakland, CA, June 18–28, 1944, 19–20. Reprinted in The Philosophy of Alain Locke, 143, 151–152.
- "Major Prophet of Democracy". Review of Race and Democratic Society by Franz Boas. Journal of Negro Education 15.2 (Spring 1946): 191–92.
- "Ballad for Democracy". Opportunity: Journal of Negro Life 18:8 (Aug. 1940): 228–29.
- Three Corollaries of Cultural Relativism. Proceedings of the Second Conference on the Scientific and the Democratic Faith. New York, 1941.
- "Reason and Race". Phylon 8:1 (1947): 17–27. Reprinted in Jeffrey C. Stewart, ed. The Critical Temper of Alain Locke: A Selection of His Essays on Art and Culture. New York and London: Garland, 1983. Pp. 319–27.
- Values That Matter. Review of The Realms of Value, by Ralph Barton Perry. Key Reporter 19.3 (1954): 4.
- "Is There a Basis for Spiritual Unity in the World Today?" Town Meeting: Bulletin of America's Town Meeting on the Air 8.5 (June 1, 1942): 3–12.
- "Unity through Diversity: A Bahá'í Principle". The Bahá'í World: A Biennial International Record, Vol. IV, 1930–1932. Wilmette: Bahá'í Publishing Trust, 1989 [1933]. Reprinted in Locke 1989, 133–138. Note: Leonard Harris' reference (Locke 1989, 133 n.) should be emended to read, Volume IV, 1930–1932 (not "V, 1932–1934").
- "Lessons in World Crisis". The Bahá'í World: A Biennial International Record, Volume IX, 1940–1944. Wilmette: Bahá'í Publishing Trust, 1945. Reprint, Wilmette: Bahá'í Publishing Trust, 1980 [1945].
- "The Orientation of Hope". The Bahá'í World: A Biennial International Record, Volume V, 1932–1934. Wilmette: Bahá'í Publishing Trust, 1936. Reprint in Locke 1989, 129–132. Note: Leonard Harris' reference (Locke 1989, 129 n.) should be emended to read, "Volume V, 1932–1934" (not "Volume IV, 1930–1932").
- "A Bahá'í Inter-Racial Conference". The Bahá'í Magazine (Star of the West) 18.10 (January 1928): 315–16.
- "Educator and Publicist", Star of the West 22.8 (November 1931) 254–55. [Obituary of George William Cook [Baha'i], 1855–1931].
- "Impressions of Haifa". [Appreciation of Baha'i leader, Shoghi Effendi, whom Locke met during his first of two Baha'i pilgrimages to Haifa, Palestine (now Israel)]. Star of the West 15.1 (1924): 13–14; Alaine [sic] Locke, "Impressions of Haifa", in Bahá'í Year Book, Volume One, April 1925 – April 1926, comp. National Spiritual Assembly of the Bahá'ís of the United States and Canada (New York: Bahá'í Publishing Committee, 1926) 81, 83; Alaine [sic] Locke, "Impressions of Haifa", in The Bahá'í World: A Biennial International Record, Volume II, April 1926 – April 1928, comp. National Spiritual Assembly of the Bahá'ís of the United States and Canada (New York: Bahá'í Publishing Committee, 1928; reprint, Wilmette: Bahá'í Publishing Trust, 1980) 125, 127; Alain Locke, "Impressions of Haifa", in The Bahá'í World: A Biennial International Record, Volume III, April 1928 – April 1930, comp. National Spiritual Assembly of the Bahá'ís of the United States and Canada (New York: Bahá'í Publishing Committee, 1930; reprint, Wilmette: Bahá'í Publishing Trust, 1980) 280, 282.
- "Minorities and the Social Mind". Progressive Education 12 (March 1935): 141–50.
- The High Cost of Prejudice. Forum 78 (Dec. 1927).
- The Negro Poets of the United States. Anthology of Magazine Verse 1926 and Yearbook of American Poetry. Sesquicentennial edition. Ed. William S. Braithwaite. Boston: B.J. Brimmer, 1926. Pp. 143–151. The Critical Temper of Alain Locke: A Selection of His Essays on Art and Culture. Edited by Jeffrey C. Stewart. New York and London: Garland, 1983. Pp. 43–45.
- Plays of Negro Life: A Source-Book of Native American Drama. Alain Locke and Montgomery Davis, eds. New York and Evanston: Harper and Row, 1927. "Decorations and Illustrations by Aaron Douglas".
- "Impressions of Luxor". The Howard Alumnus 2.4 (May 1924): 74–78.

## Postuma verk
Alain Lockes tidigare opublicerade, postuma verk inkluderar:
Locke, Alain. "The Moon Maiden" och "Alain Locke in His Own Words: Three Essays". World Order 36.3 (2005): 37–48. Redigerad, introducerad och kommenterad av Christopher Buck and Betty J. Fisher.  . Fyra tidigare opublicerade verk av Alain Locke:
- "The Moon Maiden" (37) [a love poem for a white woman who left him];
- "The Gospel for the Twentieth Century" (39–42);
- "Peace between Black and White in the United States" (42–45);
- "Five Phases of Democracy" (45–48).

Locke, Alain. "Alain Locke: Four Talks Redefining Democracy, Education, and World Citizenship". Redigerad, introducerad och kommenterad av Christopher Buck and Betty J. Fisher. World Order 38.3 (2006/2007): 21–41.  Fyra tidigare opublicerade tal/essäer av Alain Locke:
- "The Preservation of the Democratic Ideal" (1938 or 1939);
- "Stretching Our Social Mind" (1944);
- "On Becoming World Citizens" (1946);
- "Creative Democracy" (1946 or 1947).'